# Hisao Kami
Hisao Kami (* 28. června 1941) je bývalý japonský fotbalista.

## Reprezentační kariéra
Hisao Kami odehrál 15 reprezentačních utkání. S japonskou reprezentací se zúčastnil letních olympijských her 1964.

## Statistiky
| Japonsko | Japonsko | Japonsko |
| Roky     | Záp.     | Góly     |
| -------- | -------- | -------- |
| 1964     | 1        | 0        |
| 1965     | 3        | 0        |
| 1966     | 5        | 0        |
| 1967     | 4        | 0        |
| 1968     | 2        | 0        |
| Celkem   | 15       | 0        |